# Olaf Jentzsch
Olaf Jentzsch (né le 3 décembre 1958 à Riesa) est un coureur cycliste de la RDA, puis de l'Allemagne réunifiée.

## Biographie
La carrière cycliste de Olaf Jentzsch s'est déroulée essentiellement dans le cadre de la République démocratique allemande. À l'issue de sa scolarité, qui lui permet d'acquérir un métier d'électromotoriste, il s'oriente vers le sport cycliste qu'il pratique au sein du club SC Cottbus, un des lieux où le cyclisme de haut niveau s'épanouit : parmi les sociétaires du club il suffit de citer les pistards Lutz Hesslich, roi de l'épreuve de Vitesse, ou Lothar Thoms spécialiste du Kilomètre contre-la-montre. Les leaders des routiers sont Hans-Joachim Hartnick, vainqueur de la Course de la Paix en 1976, et Bernd Drogan. Encore junior, Olaf Jentzsch est intégré dans l'équipe du club qui dispute en 1977 le Championnat de RDA des 100 km sur route contre-la-montre en équipe. Avec Hartnick, Drogan, et Hans Peter Wehe, le club termine ce Championnat à la seconde place. Les débuts prometteurs de Olaf Jentzsch, ne lui ouvrent pourtant pas les portes de la sélection olympique en 1980, ni l'entrée immédiate dans l'équipe première qui dispute la Course de la Paix. C'est sur les courses à la marge des épreuves phares que ce coureur longiligne (1,78 m pour 72 kg) se construit un palmarès. En 1983, il remporte le classement par équipes au Tour de l'Avenir avec la RDA. En 1990, il effectue le saut vers le cyclisme professionnel, mais à l'âge de 32 ans cette expérience, qu'il poursuit 3 saisons cyclistes, ne se traduit pas en résultats.

## Palmarès
- 1979
  - GP ZTS Dubnica nad Vahom
  - 10e du Tour de RDA
- 1981
  -  Champion de RDA sur route[3]
  - 8e du Tour de RDA
- 1982
  - 1re étape du Tour de Bulgarie
  - 2e de l'Erzgebirgsrundfahrt
  - 5e du Tour de Bulgarie
- 1983
  - Tour de Cuba :
    - Classement général
    - Prix de la montagne
    - 2e et 11e étapes

  - 5e étape du Tour de l'Avenir (contre-la-montre par équipes)[4]
  - 9e du Tour de RDA
- 1984
  -  Champion de RDA du critérium
  - 5e de la Course de la Paix
- 1985
  - Tour d'Autriche :
    - Classement général
    - 2e étape

  - 7e étape de la Coors Classic[5]
  - 4e du Tour de RDA
- 1986
  -  Champion de RDA du contre-la-montre
  - Tour de l'Oder
  - 8e du Tour du Vaucluse
- 1987
  - Tour de Grèce  :
    - Classement général
    - 5e et 6e étapes

  - Tour de Yougoslavie  :
    - Classement général
    - 3e étape

  - 3e du Tour de Saxe
- 1988
  - Tour du Loir-et-Cher  :
    - Classement général
    - 1re et 2e étapes

  - 5e étape de la Course de la Paix
  - 2e étape du Tour de Cuba
  - 3e du Tour de Cuba
  - 4e de la Course de la Paix
  - 7e du Tour de RDA
- 1989
  - 2e étape du Tour de RDA
  - 3e et 10e étapes de la Course de la Paix[6]
  - 2e de la Course de la Paix
  - 9e étape du Clásico RCN
- 1990
  - 1re étape du Tour du Trentin[7]

## Résultats sur les grands Tours

### Tour de France
- 1992 : Hors délai (10e étape)

### Tour d'Italie
- 1992 : 35e

### Course de la Paix (récapitulation)
- 1984 : 5e
- 1988 : 4e
- 1989 : 2e